# Oberea sansibarica
Oberea sansibarica là một loài bọ cánh cứng trong họ Cerambycidae.